# Air-sol moyenne portée amélioré
Pour les articles homonymes, voir ASMP.
Le missile air-sol moyenne portée amélioré ASMP-A, fabriqué par MBDA, fait partie, avec le SCALP-EG et le missile de croisière naval (MdCN), des missiles de croisière utilisés par l’Armée française.
Réservé aux Forces aériennes stratégiques françaises et à la Force aéronavale nucléaire, il emporte une tête nucléaire aéroportée (TNA) d'environ trois-cents kilotonnes (soit une puissance équivalente à une vingtaine de fois la bombe d'Hiroshima), à une distance de l'ordre de 500 km. Il est entré en service opérationnel en 2010, en remplacement du missile air-sol moyenne portée (ASMP), dont il améliore les performances tout en en reprenant les caractéristiques essentielles.
Comme toutes les composantes de la Force de dissuasion nucléaire française, ses caractéristiques exactes sont tenues secrètes et couvertes par le « Secret Défense ».

## Historique
En 1986, un premier escadron de Dassault Mirage IV est doté de missiles de croisières à charge thermonucléaire ASMP, suivi par l'emport sur des Mirage 2000N en 1988, puis sur des Super-Étendard modernisés (SEM) de la Marine nationale en 1989. Au cours de cette même année 1989, des études sont engagées afin d'améliorer les caractéristiques de l'ASMP, ce qui conduit au lancement en 1997 du programme de réalisation de l'ASMPA, vecteur de la nouvelle tête nucléaire aéroportée (TNA) conçue simultanément. Le lancement du programme proprement dit est décidé en octobre 2000.
L'ASMPA effectue son premier tir d'essai le 16 janvier 2006 depuis un Mirage 2000N du centre d'expériences aériennes militaires (CEAM). La commande du 1er lot de missiles ASMPA a lieu en mai 2006, celle du 2e lot en décembre 2007. À la suite de la décision annoncée par le Président Sarkozy le 21 mars 2008 de réduire d'un tiers de format la composante aéroportée, la commande de la mise au standard K3 d'un 2e escadron de Mirage 2000N est résiliée et la commande d'un 3e lot de missiles ASMPA, initialement prévue en 2009, est annulée.
L'ASMPA est déclaré opérationnel le 1er octobre 2009 à la base aérienne 125 Istres-Le Tubé sur Mirage 2000N K3 et le 1er juillet 2010 à la base aérienne 113 Saint-Dizier-Robinson sur Rafale F3.
Après sa mise en service, un premier tir d'entraînement (évaluation technico-opérationnelle) est réalisé avec succès par l'Armée de l'air le 23 novembre 2010 à partir d'un Mirage 2000N.
Le 19 juin 2012 s'est déroulé avec succès le premier « tir d'évaluation des forces » (TEF), soit la simulation des différentes phases d'une opération réelle d'une durée de cinq heures, incluant des ravitaillements en vol à partir d'un KC-135, et se concluant par le tir réel et le vol complet d'un missile équipé d'une tête inerte. De tels TEFs sont renouvelés régulièrement, comme le 14 février 2017 (opération de 4 heures d'un Rafale M de la FANu) ou le 5 février 2019 (opération de 11 heures d'un Rafale B des FAS). Le dernier TEF a eu lieu le 23 mars 2022, dans un contexte tendu (conflit Russie-Ukraine)
Au 12 juin 2019, 21 missiles ont été tirés, tous avec succès mais sans charge nucléaire.
Le 22 mai 2024, un avion de combat Rafale a effectué avec succès le premier tir d'essai en vol d'un missile nucléaire supersonique ASMPA-R rénové sans charge utile. Cette opération s'inscrit dans le cadre de l'opération Durandal. Le missile ASMPA-R, missile air-sol de moyenne portée, a été tiré au-dessus du territoire français au cours d'un vol représentatif d'un raid nucléaire. Cet essai a permis de renforcer les performances intrinsèques du missile et de maintenir la crédibilité de la composante nucléaire aéroportée de la dissuasion française.

## Emploi
Son emploi éventuel est qualifié de « préstratégique » ou d'« ultime avertissement » précédant une frappe massive effectuée par les missiles balistiques M51 installés à bord des SNLE français. Au cours d'un entretien, le général commandant les forces aériennes stratégiques (FAS) déclare que « l'intérêt de maintenir deux composantes nucléaires est de compliquer la tâche des défenses adverses et cette complémentarité préserve la France d'un éventuel problème technologique imprévu dans les domaines, par exemple, de la défense aérienne, des antimissiles balistiques ou de la détection sous-marine […] Déployée sur le territoire national, la composante aéroportée le sanctuarise […] Un autre atout important est sa souplesse d'emploi […] des « frappes taillées sur mesure » qu'on peut rappeler jusqu'au dernier moment […] son aptitude à monter en puissance et à se déployer de manière progressive et visible lors d'une crise […] fournit au président une marge appréciable dans la manœuvre politico-diplomatique. Elle lui permet par exemple de prouver sa détermination en faisant décoller un raid nucléaire tout en gardant la possibilité de rappeler les avions dès lors que cette action démonstrative ramènerait l'adversaire à la raison […] ceci a été démontré lors de la crise de Cuba en 1962 où tous les avions étaient armés et prenaient l'alerte à 15 min, puis les B-52, de façon massive, décollèrent et tinrent l'alerte en vol au plus fort de la crise. »
Le général commandant les forces aériennes stratégiques indique aussi : « Pour accroître la probabilité de traverser les défenses, il faut également prendre en compte l'effet IEM de nos armes qui perturbent les systèmes électroniques des défenses […] J'en profite pour souligner toute l'utilité de la décision à venir qui consisterait à offrir également à l'ASMPA la capacité IEM. »

## Commandes
Selon un article publié en 2009, la commande initiale aurait porté sur 79 missiles ASMPA et 47 ogives TNA, pour une livraison s'étendant de 2009 à 2011 : cette planification n'a pas été respectée puisque l'annulation du 3e lot en 2008, consécutif à la réduction de trois à deux du nombre d'escadrons des forces aériennes stratégiques, a diminué la quantité finale livrée.
Dans une conférence de presse tenue le 19 février 2015, le président Hollande a indiqué que la France disposait de 54 missiles ASMP-A,.
Puisque le nombre de missiles a été diminué d'un tiers par rapport à la planification initiale, il est donc probable que le nombre de têtes nucléaires l'a été dans une proportion identique et que la France dispose aujourd'hui d'environ 30 TNA.
Les ASMP-A offrent à la France une puissance de 300 kt (20 fois Hiroshima) pour un coût relativement faible de 15 millions d'euros par missile et permettent de poursuivre la permanence de la composante aéroportée sans discontinuité par l’armée de l’Air depuis 1964.

## Mises en service
Les mises en service des A.S.M.P.A. ont été :
1. en octobre 2009 sous Mirage 2000N au standard K3 de l'escadron de chasse 3/4 Limousin de la base aérienne 125 Istres-Le Tubé ; à la suite de la dissolution de cette escadrille en septembre 2011, la charge de la dissuasion nucléaire a été reportée sur l'escadron de chasse 2/4 La Fayette basé au même endroit. En 2014, le chef d'état-major de l'Armée de l'air a annoncé que les prochains Rafale B (biplaces) produits seraient affectés à cet escadron ; les premiers équipages devant commencer leur transfert en 2015 pour être totalement opérationnels en 2018[c]. Il est envisagé qu'à cette occasion l'escadron 3/4 pourrait être regroupé avec son « jumeau », l'escadron 1/91, sur la base aérienne 113 de Saint-Dizier pour « faciliter l’entretien des compétences et rassembler nos avions biplaces[20] » ;
2. en juillet 2010 sous Rafale B au standard F3 de l'escadron de chasse 1/91 Gascogne de la base aérienne 113 Saint-Dizier-Robinson ;
3. en juillet 2010 sous Rafale M au standard F3 de la flottille 12F de la Marine embarquée sur le porte-avions Charles de Gaulle.

En 2014, les 54 missiles ASMPA se répartissent entre les deux composantes aéroportées de la force de dissuasion nucléaire française :
- les forces aériennes stratégiques (FAS) de l'Armée de l'air ;
- la force aéronavale nucléaire (FANU) de la Marine nationale et sa capacité d’emport du missile ASMPA opérationnelle sur les 14 Rafale M de la flottille 12F depuis 2010.

La décision a été prise de limiter à deux le nombre d'escadrons de l'Armée de l'air chargés de la dissuasion nucléaire, ce qui représente 43 appareils en 2014, soit 20 Rafale B et 23 Mirage 2000N. Avec le retrait des Mirage 2000N le 21 juin 2018, la FAS va progressivement passer au « tout Rafale ».
Les ASMPA de l'Armée de l'air, dépourvus de leurs têtes nucléaires, sont stockés et maintenus en condition opérationnelle dans des Dépôts Vecteurs ASMPA (DVA) localisés dans les bases aériennes à vocation nucléaire. Celles-ci sont au nombre de trois :
- la base aérienne 125 Istres-Le tubé (Bouches-du-Rhône) ;
- la base aérienne 113 Saint-Dizier-Robinson (Haute-Marne) ;
- la base aérienne 702 Avord (Cher)[d].

Les têtes nucléaires (TNA) sont stockées sur ces bases dans des bâtiments distincts des DVA, localisés dans des zones spéciales particulièrement protégées.

## Caractéristiques

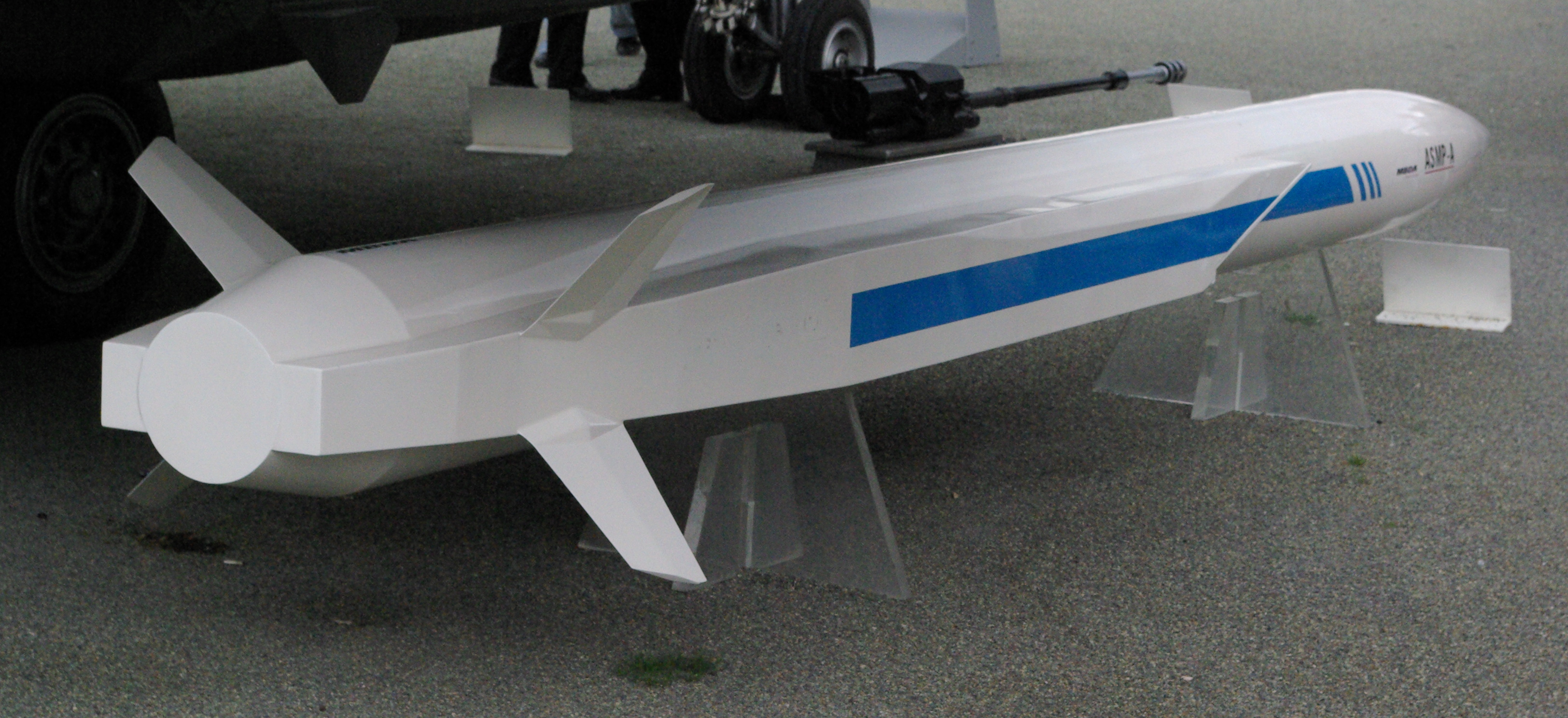
Vue ¾ arrière d'une maquette de l'ASMPA.

D'une masse de 850 kilogrammes, pour une longueur un peu supérieure à 5 mètres, ses caractéristiques exactes sont classifiées mais, selon certaines sources, son statoréacteur lui permettrait une portée de l'ordre de 500 kilomètres à la vitesse de Mach 3, avec un écart circulaire probable inférieur à 10 mètres.
Un article de presse évoquait en 1997, pour son prédécesseur l'ASMP, une vitesse de pointe de 3 600 km/h à 20 000 m d'altitude et de 2 400 km/h en cas d'approche à basse altitude, sachant que ces valeurs sont invérifiables et qu'elles ont évolué sur l'ASMPA.
La grande capacité de pénétration de l'ASMPA résulte :
- de sa vitesse variant de Mach 2 à Mach 3 ;
- de sa grande manœuvrabilité ;
- de sa furtivité ;
- de son insensibilité aux effets des explosions nucléaires, appelée durcissement ;
- de la variété des trajectoires possibles.

## Fonctionnement
1. Phase 1 : à 0 seconde,
  - à une vitesse de l'avion lanceur supérieure à 500 nœuds, éjection du missile vers le bas à 5 m/s pour mettre le missile à une distance de sécurité ;
  - mise à feu du bloc poudre après 1,2 seconde avec mise en pression du réservoir de kérosène ;
  - accélération jusqu'à Mach 2.
2. Phase 2 : à 1,6 seconde, 
  - le réservoir de kérosène est préparé pour son allumage.
3. Phase 3 : à 5,9 secondes,
  - largage de la tuyère d'accélération ;
  - ouverture des entrées d'air du statoréacteur ;
  - éjection des obturateurs de la chambre de combustion ;
  - injection du kérosène ;
  - allumage du statoréacteur.
4. Phase 4 : à 6 secondes,
  - vol de croisière avec trois types de trajectoire possibles :
    - trajectoire à basse altitude, en épousant la forme du relief,
    - trajectoire à haute altitude puis descente à forte pente sur l'objectif, autorisant une plus grande portée,
    - trajectoire marine à très basse altitude (quelques dizaines de mètres)[24].

## Rénovation de l'ASMPA-R
Au cours de l'été 2014, un programme de rénovation à mi-vie du missile ASMPA a été mis à l'étude. Conduit par MBDA , accompagnée par l'ONERA, sa mise en œuvre est annoncée pour le milieu des années 2020. Il devra tendre à compenser l'obsolescence technique de certains composants et à améliorer les caractéristiques du missile, dont le Rafale assurera seul l'emport à cette échéance. En 2019, il est prévu que l’ASMPA subira cette rénovation en 2023. Le premier tir d'essai a lieu le 9 décembre 2020, la qualification officielle de l'arme mise à jour a lieu en mars 2022. Il s'agit de la dernière étape avant le travail de production en série, et d'un futur tir de qualification avant que l'arme à statoréacteur ne soit approuvée pour entrer en service opérationnel. Le premier tir d'évaluation lors d'un exercice opérationnel du ASMPA-R a lieu le 22 mai 2024.

## Successeur
Simultanément sont engagées les premières réflexions sur son successeur, l'ASN4G, qui devrait entrer en service à l'horizon 2035. À ce propos, « des conceptions audacieuses, ayant recours par exemple aux technologies de la furtivité ou de l'hypervélocité à la pointe des développements de la technologie, seront explorées ». Il s'agit de deux projets impliquant MBDA et l'ONERA qui en seraient au stade de plans d'études amont (PEA) : 
- « Camosis » ayant pour objectif de doubler les performances actuelles de l’ASMPA, tout en restant a priori basé sur la technologie du statoréacteur (permettant d'atteindre jusqu'à Mach 5) ;

- « Prométhée » visant à les tripler voire les quadrupler[31], en ayant recours à la technologie de rupture du superstatoréacteur (permettant en théorie d'atteindre Mach 7 à 10). Fin 2014, un rapport d'information de l'Assemblée nationale faisait en effet état, outre la furtivité, de possibles vitesses hypersoniques, de l'ordre de Mach 7 ou 8 (soit entre 8 600 et 9 800 km/h environ), qui le rendraient quasiment impossible à intercepter[32].

Il semblerait que le choix se portera sur la version hypersonique. Des essais de ce modèle étaient annoncés en 2021-2022, sans qu'il y ait eu confirmation,. L’amiral Hervé de Bonnaventure déclare lors d’une audition parlementaire en 2023. « Il apparaît que la très haute performance en vitesse et en manœuvre est la meilleure méthode pour parvenir à être détecté le plus tardivement possible, et compliquer la tâche de suivi d’un radar, voire, d’accrochage, et, enfin, à désorganiser une attaque d’un missile antimissile ».
Fin 2024, la Direction générale de l’armement [DGA] notifie à l’ONERA et à MBDA le marché « MIHYSYS » qui doit permettre de « poursuivre l’amélioration continue des connaissances, des moyens de prévision et de briques technologiques, y compris alternatives, pour les chambres de combustion des propulseurs aérobies supersoniques et hypersoniques » (statoréacteur mixte, effectuant successivement une combustion supersonique puis hypersonique). Ce « programme prévoit notamment le développement de nouvelles capacités et de nouveaux modèles pour la simulation numérique des chambres de combustion avec le code de calcul CEDRE (logiciel de simulation multi-physique pour l’énergétique et la propulsion). Il permettra aussi de développer des capacités en calcul quantique, « au potentiel de rupture considérable » pour la mécanique des fluides et l’énergétique, selon l’ONERA.